# Mohrscher Spannungskreis

Abb. 1: Mohr’scher Spannungskreis im Spannungsraum mit Normalspannungen σ_{n} auf der Abszisse und Schubspannungen σ_{t} auf der Ordinate

Der Mohr’sche Spannungskreis oder kurz Mohr’sche Kreis, benannt nach Christian Otto Mohr, ist eine Möglichkeit, den 2D-Spannungszustand in einem Punkt eines Körpers zu veranschaulichen oder zu untersuchen, siehe Abbildung 1. Am Kreis kann beispielsweise abgelesen werden, in welchem Winkel β zur x-Achse die Hauptschubspannung τI und in welchem Winkel γ die Hauptspannungen σI,II auftreten, siehe dazu den Abschnitt Geometrische Zusammenhänge.
Neben dem Cauchy-Spannungstensor können auch andere symmetrische Tensoren mit dem Mohr’schen Kreis veranschaulicht oder untersucht werden, z. B. der Verzerrungstensor und der Trägheitstensor. Neben dem Mohr’schen Kreis gibt es auch andere Verfahren zur Veranschaulichung symmetrischer Tensoren, z. B. Ellipsoide wie Lamés Spannungsellipsoid oder Superquadriken, je nachdem der Tensor positiv definit ist oder nicht.
Seine Gleichung lautet im Spannungsraum, wo auf der Abszisse die Normalspannungen und auf der Ordinate die Schubspannungen aufgetragen sind:
{\displaystyle {\mathsf {(\sigma _{uu,vv}-\sigma _{m})^{2}+\sigma _{uv}^{2}=R^{2}}}}
mit
{\displaystyle {\mathsf {\sigma _{m}}}={\mathsf {{\frac {1}{2}}(\sigma _{xx}+\sigma _{yy})}}}   und   {\displaystyle {\mathsf {R}}={\mathsf {\sqrt {\left({\frac {\sigma _{xx}-\sigma _{yy}}{2}}\right)^{2}+\sigma _{xy}^{2}}}}}
Darin ist
- {σxx, σyy, σxy} ein gegebener Spannungszustand in der xy-Ebene, die zur Drehachse ê senkrecht ist, wie zum Beispiel im ebenen Spannungszustand mit Drehachse senkrecht zu seiner Ebene,
- {σuu, σvv, σuv} ist der Spannungszustand im uv-Koordinatensystem, dessen u- und v-Achsen wie in Abb. 2 um den Winkel α um ê gegenüber den x- bzw. y-Achsen verdreht sind, wobei der Drehsinn am Kreis dem in Abb. 2 entgegengesetzt ist,
- σm der Mittelpunkt des Kreises auf der Abszisse und
- R der Radius des Kreises.

Mohr führte den Spannungskreis 1882 ein, zu einer Zeit, als der Ingenieur noch mit dem Rechenschieber arbeitete und der Kreis somit ein nützliches Werkzeug darstellte.:391

## Koordinatentransformation

Abb. 2: Spannungskomponenten in zwei Koordinatensystemen, die im Winkel α zueinander verdreht sind

Eine Koordinatentransformation wird unter anderem bei einer Drehung wie im Bild notwendig, und wenn der Spannungszustand in der zur Drehachse senkrechten Ebene interessiert, kann er anschaulich mit dem Mohr’schen Spannungskreis untersucht werden. Allgemein geschieht eine Drehung mathematisch mit einer Drehmatrix Q und die Koordinatentransformation der Koordinatenmatrix σ des Spannungstensors gemäß
σ’=Q⊤·σ·Q,
siehe #Tensorkomponenten aus Transformationsbeziehung und vergleiche Euklidische Transformation.

### Spannungen in der Ebene
In der xy-Ebene bezüglich kartesischer Koordinaten der Abbildung 2 ergibt sich:
{\displaystyle {\mathsf {{\begin{pmatrix}{\mathsf {\sigma _{uu}}}&{\mathsf {\sigma _{uv}}}\\{\mathsf {\sigma _{uv}}}&{\mathsf {\sigma _{vv}}}\end{pmatrix}}={\begin{pmatrix}\cos \alpha &\sin \alpha \\-\sin \alpha &\cos \alpha \end{pmatrix}}\cdot {\begin{pmatrix}{\mathsf {\sigma _{xx}}}&{\mathsf {\sigma _{xy}}}\\{\mathsf {\sigma _{xy}}}&{\mathsf {\sigma _{yy}}}\end{pmatrix}}\cdot {\begin{pmatrix}\cos \alpha &-\sin \alpha \\\sin \alpha &\cos \alpha \end{pmatrix}}}}}
Die Komponenten in der uv-Ebene auf der linken Seite können mit den Doppelwinkelfunktionen dargestellt werden::35f
{\displaystyle {\begin{aligned}{\mathsf {\sigma _{uu}}}=&{\mathsf {\sigma _{xx}\cos ^{2}\alpha +2\sigma _{xy}\sin \alpha \,\cos \alpha +\sigma _{yy}\sin ^{2}\alpha }}\\=&{\mathsf {{\frac {1}{2}}(\sigma _{xx}+\sigma _{yy})+{\frac {1}{2}}(\sigma _{xx}-\sigma _{yy})\cos 2\alpha +\sigma _{xy}\sin 2\alpha }}\\{\mathsf {\sigma _{vv}}}=&{\mathsf {\sigma _{xx}\sin ^{2}\alpha -2\sigma _{xy}\cos \alpha \sin \alpha +\sigma _{yy}\cos ^{2}\alpha }}\\=&{\mathsf {{\frac {1}{2}}(\sigma _{xx}+\sigma _{yy})-{\frac {1}{2}}(\sigma _{xx}-\sigma _{yy})\cos 2\alpha -\sigma _{xy}\sin 2\alpha }}\\{\mathsf {\sigma _{uv}}}=&{\mathsf {-\sigma _{xx}\sin \alpha \,\cos \alpha +(\cos ^{2}\alpha -\sin ^{2}\alpha )\sigma _{xy}+\sigma _{yy}\sin \alpha \,\cos \alpha }}\\=&{\mathsf {{\frac {1}{2}}(\sigma _{yy}-\sigma _{xx})\sin 2\alpha +\sigma _{xy}\cos 2\alpha }}\end{aligned}}}
Hier zeigt sich mit σm=(σxx+σyy)/2:
{\displaystyle {\mathsf {(\sigma _{uu}-{\mathsf {\sigma _{m}}})^{2}=(\sigma _{vv}-{\mathsf {\sigma _{m}}})^{2}=\left({\frac {1}{2}}(\sigma _{xx}-\sigma _{yy})\cos 2\alpha +\sigma _{xy}\sin 2\alpha \right)^{2}}}}
und
{\displaystyle {\mathsf {(\sigma _{uu}-{\mathsf {\sigma _{m}}})^{2}+\sigma _{uv}^{2}=(\sigma _{vv}-{\mathsf {\sigma _{m}}})^{2}+\sigma _{uv}^{2}={\frac {1}{4}}(\sigma _{xx}-\sigma _{yy})^{2}+\sigma _{xy}^{2}=:R^{2}}}}
Letzteres ist die Gleichung des Mohr’schen Kreises in einem Koordinatensystem, in dem die Normalkomponenten σuu,vv auf der Abszisse und die Schubkomponenten σuv auf der Ordinate aufgetragen werden. Der Mittelpunkt des Kreises liegt auf der Abszisse bei σm und sein Radius ist R.
Die folgenden Punkte sind von besonderem Interesse:
- Bei σuu=σvv=σm ist die Schubkomponente σuv extremal und gleich der Hauptschubspannung in der Ebene, wenn die Drehung um eine Hauptspannungsrichtung erfolgt. Der Winkel β im Bild errechnet sich aus seinem Tangens gemäß {\displaystyle {\mathsf {\tan 2\beta ={\tfrac {\sigma _{yy}-\sigma _{xx}}{2\sigma _{xy}}}}}}
- Bei σuv=0 sind die Normalkomponenten extremal und gleich den Hauptspannungen σI,II in der Ebene, wenn die Drehung um eine Hauptspannungsrichtung erfolgt. Die Hauptspannungen treten im Winkel γ oder γ±90° auf mit {\displaystyle {\mathsf {\tan 2\gamma ={\tfrac {2\sigma _{xy}}{\sigma _{xx}-\sigma _{yy}}}=-{\tfrac {1}{\tan 2\beta }}}}}.

Der Kehrwert des Tangens von 2β gehört zum Ergänzungswinkel 90° − 2β = 2γ, worin sich zeigt, dass die Hauptschubspannung im 45°-Winkel zu den Hauptspannungen vorkommen. Die Tabelle stellt die interessierenden Zustände nochmal zusammen.
| Zielspannungszustand | Zielspannungszustand | Zielspannungszustand | Winkel in Abb. 3 | Argumente für α=½atan2(x,y) in Abb. 2 | Argumente für α=½atan2(x,y) in Abb. 2 |
| σuu                  | σvv                  | σuv                  | Winkel in Abb. 3 | x                                     | y                                     |
| -------------------- | -------------------- | -------------------- | ---------------- | ------------------------------------- | ------------------------------------- |
| σI                   | σII                  | 0                    | γ                | σxx − σyy                             | 2σxy                                  |
| σII                  | σI                   | 0                    | 90° − γ          | σyy − σxx                             | −2σxy                                 |
| σm                   | σm                   | τmax                 | β                | 2σxy                                  | σyy − σxx                             |
| σm                   | σm                   | τmin                 | 90° − β          | −2σxy                                 | σxx − σyy                             |

Der Radius ist eine Invariante im ebenen Spannungszustand, denn
{\displaystyle {\begin{aligned}{\mathsf {\sigma _{uu}+\sigma _{vv}}}=&{\mathsf {\sigma _{xx}+\sigma _{yy}}}\\{\mathsf {\sigma _{uu}\sigma _{vv}-\sigma _{uv}^{2}}}=&{\mathsf {\sigma _{xx}\sigma _{yy}-\sigma _{xy}^{2}}}\\{\mathsf {R^{2}}}=&{\mathsf {{\frac {1}{4}}[(\sigma _{xx}+\sigma _{yy})^{2}-4(\sigma _{xx}\sigma _{yy}-\sigma _{xy}^{2})]}}\end{aligned}}}
Die ersten beiden Größen entsprechen den Hauptinvarianten Spur und Determinante, weswegen auch der Radius R eine Invariante ist.:44

### Geometrische Zusammenhänge

Abb. 3: Winkel im Mohr’schen Kreis

Der Mohr’sche Spannungskreis kann konstruiert werden, wenn die Spannungen σxx, σyy und σxy in der Ebene bekannt sind. Auf der Abszisse werden die Normalspannungen σxx und σyy unter Beachtung ihrer Vorzeichen markiert. Über diesen Punkten wird die Schubspannung σxy bei σxx vorzeichenrichtig und bei σyy mit umgekehrtem Vorzeichen aufgetragen, was die Endpunkte eines Durchmessers des Kreises liefert. Zwischen diesen beiden Punkten liegt auf der Abszisse der Mittelpunkt des Kreises, der nun gezeichnet werden kann.:51
Am Mohr’schen Spannungskreis können Winkel abgelesen werden, in denen interessierende Spannungen auftreten, siehe Abbildung 3. Dort sind in verschiedenen Schnittebenen (blau) die zugehörigen Traktionsvektoren (rot) und die Winkel, in denen sie auftreten (grün) eingezeichnet. Die Spannungen in einem uv-System, das wie in Abb. 2 um den Winkel α gedreht ist, finden sich auf dem Kreis auf dem Durchmesser, der gegenüber dem xy-Ausgangszustand mit dem doppelten Winkel in entgegengesetzter Richtung gedreht ist. Analytische Werte sind im Abschnitt #Spannungen in der Ebene gegeben.

### Spannungen senkrecht zur Ebene
Oft wird ein Ebener Spannungszustand angenommen, was für die obige Darstellung jedoch nicht notwendig ist; nicht verschwindende Spannungskomponenten senkrecht zur Ebene beeinträchtigen die Gesetzmäßigkeiten nicht, solange die Ebene nur senkrecht zur Drehachse ist.
Die Normalspannung in Richtung der Drehachse ê (in z-Richtung) bleibt bei Drehungen der Ebene um ê per Definition des Spannungstensors unverändert: σ’zz=σzz. Die Schubspannungen σxz, σyz transformieren sich gemäß
{\displaystyle {\begin{aligned}{\mathsf {\sigma _{uz}}}=&{\mathsf {\sigma _{xz}\cos \alpha +\sigma _{yz}\sin \alpha }}\\{\mathsf {\sigma _{vz}}}=&{\mathsf {\sigma _{xz}\sin \alpha -\sigma _{yz}\cos \alpha }}\\\rightarrow {\mathsf {\sigma _{uz}^{2}+\sigma _{vz}^{2}}}=&{\mathsf {\sigma _{xz}^{2}+\sigma _{yz}^{2}=:r^{2}}}\end{aligned}}}
Im Schubspannungsraum, in dem die Schubspannungen σxz,uz auf der Abszisse und σyz,vz auf der Ordinate aufgetragen sind, liegen die Schubspannungen senkrecht zur Ebene demnach auf einem Kreis mit Radius r.

## Mohr’scher Spannungskreis und Schnittspannungsvektoren
Der Spannungs- oder Traktionsvektor t wird auf einem infinitesimalen Volumen durch einen Freischnitt sichtbar. Der Vektor wird zerlegt in seinen Anteil {\displaystyle \sigma _{n}} (hier auch {\displaystyle t_{\bar {x}}} bezeichnet) senkrecht zur Schnittfläche (den sogenannten Normalspannungsanteil) und seinen Anteil {\displaystyle \tau _{n}} (hier auch {\displaystyle t_{\bar {y}}} bezeichnet) parallel zur Schnittfläche (den so genannten Schubspannungsanteil). Abhängig vom Winkel {\displaystyle \varphi }, unter dem geschnitten wird, lassen sich Paare {\displaystyle (t_{\bar {x}},t_{\bar {y}})} berechnen und in ein Diagramm als Punkte einzeichnen. Die Menge aller Punkte ist der Mohr’sche Kreis. An ihm lassen sich z. B. die Hauptspannungen, die Hauptspannungsrichtungen oder die größte Schubspannung ablesen. Dadurch gewinnt man eine anschauliche Vorstellung von der Beanspruchung des Volumens. Bei Festigkeitskriterien, wie Versagenskriterien, Fließkriterien oder Elastizitätsgrenzen, von isotropen, homogenen Materialien sind ausschließlich die Hauptspannungen relevant. Bei einigen Festigkeitskriterien ist nur die Beanspruchung in der Ebene der größten und kleinsten Hauptspannung relevant. Zu ihrer Beurteilung wird auch im Computerzeitalter oft der Mohr’sche Spannungskreis verwendet, denn er liefert schnell eine anschauliche Lösung.
Der Mohr’sche Kreis kann auch zur Berechnung des Traktionsvektors auf eine beliebige Flächennormale verwendet werden und somit kann man die Komponenten des Spannungstensors rückbestimmen: Sind die Spannungstensor-Komponenten bezogen auf ein kartesisches {\displaystyle (x,y)}-Koordinatensystem gegeben, dann lassen sich mit dem Mohr’schen Kreis die Spannungstensor-Komponenten bezogen auf ein kartesisches {\displaystyle ({\bar {x}},{\bar {y}})}-Koordinatensystem grafisch bestimmen. Vorausgesetzt ist hierbei, dass das {\displaystyle ({\bar {x}},{\bar {y}})}-Koordinatensystem durch eine Drehung um den Winkel {\displaystyle \varphi } aus dem {\displaystyle (x,y)}-Koordinatensystem hervorgeht.

### Schnittspannungsvektor

#### (x, y)-Komponenten

Teilchen mit Spannung geschnitten senkrecht zu x (links) und unter einem Winkel (rechts), Normalen-Einheitsvektor n, Schnittspannungsvektor t

Der Spannungszustand an einem Teilchen ist festgelegt durch den symmetrischen Cauchy-Spannungstensor {\displaystyle \sigma }, der meist als (2,0)-Tensor definiert wird.
An diesem Teilchen und durch seine unmittelbare Umgebung lässt sich ein Freischnitt führen in beliebiger Richtung.
An der entstandenen Schnittfläche lässt sich der Schnittspannungsvektor t (traction vector) berechnen.
Der Zusammenhang zwischen dem Spannungstensor und dem Schnittspannungsvektor t ist
{\displaystyle {\begin{aligned}t=\sigma \cdot n\end{aligned}},}
wobei n ein Normalen-Einheitsvektor ist, der senkrecht auf der Schnittfläche steht und „nach außen“ zeigt. Die Komponenten des Spannungsvektors t bezogen auf das kartesische {\displaystyle (x,y)}-Koordinatensystem werden aus den Komponenten des Spannungstensors und denen des Normalen-Einheitsvektors mittels Matrixmultiplikation bzw. nach der Summenkonvention berechnet als:
{\displaystyle {\begin{aligned}{\begin{bmatrix}t_{x}\\t_{y}\\\end{bmatrix}}&={\begin{bmatrix}\sigma _{xx}&\tau _{xy}\\\tau _{xy}&\sigma _{yy}\\\end{bmatrix}}{\begin{bmatrix}n_{x}\\n_{y}\\\end{bmatrix}}\qquad \Leftrightarrow \qquad {\begin{cases}{\begin{matrix}t_{x}=\sigma _{xx}n_{x}+\tau _{xy}n_{y}\\t_{y}=\tau _{xy}n_{x}+\sigma _{yy}n_{y}\end{matrix}}\end{cases}}\\t^{i}&=\sigma ^{ij}n_{j}\end{aligned}}}
Wenn an einem Schnittufer n der Normalen-Einheitsvektor ist, ist am gegenüber liegenden Schnittufer −n der Normalen-Einheitsvektor. Damit ist das Reaktionsprinzip mit der Definition des Spannungstensors von vornherein erfüllt.

Zusammenhang zwischen den Komponenten des Spannungstensors und denen der Schnittspannungsvektoren

Die Komponenten von t bezogen auf das {\displaystyle (x,y)}-Koordinatensystem lassen sich für jede beliebige Schnittrichtung berechnen:
{\displaystyle {\begin{aligned}{\begin{bmatrix}t_{x}\\t_{y}\\\end{bmatrix}}&={\begin{bmatrix}\sigma _{xx}&\tau _{xy}\\\tau _{xy}&\sigma _{yy}\\\end{bmatrix}}{\begin{bmatrix}c_{\varphi }\\s_{\varphi }\\\end{bmatrix}}\end{aligned}}}
mit den Abkürzungen:
{\displaystyle {\begin{aligned}c_{\varphi }&=\cos \varphi \\s_{\varphi }&=\sin \varphi \end{aligned}}}
Besonders einfach ist die Berechnung für Schnitte parallel zu den Koordinatenflächen.
Bei {\displaystyle \varphi =0^{\circ }} ist wegen {\displaystyle (c_{0^{\circ }},s_{0^{\circ }})=(1,0)}:
{\displaystyle {\begin{aligned}{\begin{bmatrix}t_{x}\\t_{y}\end{bmatrix}}&={\begin{bmatrix}\sigma _{xx}\cdot 1+\tau _{xy}\cdot 0\\\tau _{xy}\cdot 1+\sigma _{yy}\cdot 0\end{bmatrix}}\\&={\begin{bmatrix}\sigma _{xx}\\\tau _{xy}\end{bmatrix}}\end{aligned}}}
Bei {\displaystyle \varphi =90^{\circ }} ist wegen {\displaystyle (c_{90^{\circ }},s_{90^{\circ }})=(0,1)}:
{\displaystyle {\begin{aligned}{\begin{bmatrix}t_{x}\\t_{y}\end{bmatrix}}&={\begin{bmatrix}\tau _{xy}\\\sigma _{yy}\end{bmatrix}}\end{aligned}}}
| Schnittwinkel {\displaystyle \varphi } | {\displaystyle n_{x}} | {\displaystyle n_{y}} | {\displaystyle t_{x}}         | {\displaystyle t_{y}}         |
| -------------------------------------- | --------------------- | --------------------- | ----------------------------- | ----------------------------- |
| {\displaystyle 0^{\circ }}             | {\displaystyle 1}     | {\displaystyle 0}     | {\displaystyle \sigma _{xx}}  | {\displaystyle \tau _{xy}}    |
| {\displaystyle 90^{\circ }}            | {\displaystyle 0}     | {\displaystyle 1}     | {\displaystyle \tau _{xy}}    | {\displaystyle \sigma _{yy}}  |
| {\displaystyle 180^{\circ }}           | {\displaystyle -1}    | {\displaystyle 0}     | {\displaystyle -\sigma _{xx}} | {\displaystyle -\tau _{xy}}   |
| {\displaystyle 270^{\circ }}           | {\displaystyle 0}     | {\displaystyle -1}    | {\displaystyle -\tau _{xy}}   | {\displaystyle -\sigma _{yy}} |

Die Komponenten des Spannungstensors sind also auch die Komponenten der Spannungen auf den Schnittflächen.
Und der Mohr’sche Kreis beschreibt, wie diese Spannungen von der Schnittrichtung abhängen.

#### (x̅, y̅)-Komponenten

und

Zählrichtung für Schnittwinkel sowie für 12 Schnittwinkel. Beispiel:

Im Abschnitt (x, y)-Komponenten wurden die Komponenten von t bezogen auf das {\displaystyle (x,y)}-Koordinatensystem angegeben. Die Komponenten von t bezogen auf das {\displaystyle ({\bar {x}},{\bar {y}})}-Koordinatensystem sind:
{\displaystyle {\begin{aligned}{\begin{bmatrix}t_{\bar {x}}\\t_{\bar {y}}\end{bmatrix}}&={\begin{bmatrix}c_{\varphi }&s_{\varphi }\\-s_{\varphi }&c_{\varphi }\end{bmatrix}}{\begin{bmatrix}t_{x}\\t_{y}\end{bmatrix}}\qquad \Leftrightarrow \qquad {\begin{cases}{\begin{matrix}t_{\bar {x}}=c_{\varphi }t_{x}+s_{\varphi }t_{y}\\t_{\bar {y}}=-s_{\varphi }t_{x}+c_{\varphi }t_{y}\end{matrix}}\end{cases}}\end{aligned}}}
Durch Einsetzen und mit Hilfe der Umformungen
{\displaystyle {\begin{aligned}t_{\bar {x}}(\varphi )&=t_{x}c_{\varphi }+t_{y}s_{\varphi }\\&=(\sigma _{xx}c_{\varphi }+\tau _{xy}s_{\varphi })c_{\varphi }+(\tau _{xy}c_{\varphi }+\sigma _{yy}s_{\varphi })s_{\varphi }\\&=\sigma _{xx}c_{\varphi }^{2}+2\tau _{xy}s_{\varphi }c_{\varphi }+\sigma _{yy}s_{\varphi }^{2}\\&=\sigma _{xx}{\tfrac {1+c_{2\varphi }}{2}}+\tau _{xy}s_{2\varphi }+\sigma _{yy}{\tfrac {1-c_{2\varphi }}{2}}\\&={\tfrac {1}{2}}(\sigma _{xx}+\sigma _{yy})+{\tfrac {1}{2}}(\sigma _{xx}-\sigma _{yy})c_{2\varphi }+\tau _{xy}s_{2\varphi }\\t_{\bar {y}}(\varphi )&=-t_{x}s_{\varphi }+t_{y}c_{\varphi }\\&=-(\sigma _{xx}c_{\varphi }+\tau _{xy}s_{\varphi })s_{\varphi }+(\tau _{xy}c_{\varphi }+\sigma _{yy}s_{\varphi })c_{\varphi }\\&=-\sigma _{xx}s_{\varphi }c_{\varphi }+\tau _{xy}(-s_{\varphi }^{2}+c_{\varphi }^{2})+\sigma _{yy}s_{\varphi }c_{\varphi }\\&=-(\sigma _{xx}-\sigma _{yy})s_{\varphi }c_{\varphi }+\tau _{xy}(-s_{\varphi }^{2}+c_{\varphi }^{2})\\&=-(\sigma _{xx}-\sigma _{yy}){\tfrac {1}{2}}s_{2\varphi }+\tau _{xy}c_{2\varphi }\\\end{aligned}}}
erhält man:
{\displaystyle {\begin{aligned}t_{\bar {x}}(\varphi )-{\tfrac {1}{2}}(\sigma _{xx}+\sigma _{yy})&={\tfrac {1}{2}}(\sigma _{xx}-\sigma _{yy})c_{2\varphi }+\tau _{xy}s_{2\varphi }\\t_{\bar {y}}(\varphi )&=-{\tfrac {1}{2}}(\sigma _{xx}-\sigma _{yy})s_{2\varphi }+\tau _{xy}c_{2\varphi }\end{aligned}}}
Auf diesen beiden Gleichungen basiert die Konstruktion des Mohr’schen Kreises. Für das Beispiel:
{\displaystyle {\begin{aligned}{\begin{bmatrix}\sigma _{xx}&\tau _{xy}\\\tau _{xy}&\sigma _{yy}\\\end{bmatrix}}&={\begin{bmatrix}-1&4\\4&5\\\end{bmatrix}}\end{aligned}}}
sind diese Formeln im Bild „Zählrichtung für Schnittwinkel“ für 12 verschiedene Winkel ausgewertet.
Das Bild „Zählrichtung für Schnittwinkel“ zeigt nicht den Mohr’schen Kreis, sondern veranschaulicht die Formeln für {\displaystyle t_{\bar {x}}} und {\displaystyle t_{\bar {y}}}. Man sieht an jedem Schnitt den dort wirkenden Schnittspannungsvektor und seine {\displaystyle ({\bar {x}},{\bar {y}})}-Komponenten.
Den Mohr’schen Kreis erhält man, indem man {\displaystyle t_{\bar {y}}} über {\displaystyle t_{\bar {x}}} aufträgt – indem man also ein Diagramm zeichnet, worin die Paare {\displaystyle (t_{\bar {x}},t_{\bar {y}})} als Punkte dargestellt sind. Dies wird im folgenden Abschnitt getan.
Für Schnitte parallel zu den {\displaystyle (x,y)}-Koordinatenflächen ist:
| Schnittwinkel {\displaystyle \varphi } | {\displaystyle n_{x}} | {\displaystyle n_{y}} | {\displaystyle t_{\bar {x}}} | {\displaystyle t_{\bar {y}}} |
| -------------------------------------- | --------------------- | --------------------- | ---------------------------- | ---------------------------- |
| {\displaystyle 0^{\circ }}             | {\displaystyle 1}     | {\displaystyle 0}     | {\displaystyle \sigma _{xx}} | {\displaystyle \tau _{xy}}   |
| {\displaystyle 90^{\circ }}            | {\displaystyle 0}     | {\displaystyle 1}     | {\displaystyle \sigma _{yy}} | {\displaystyle -\tau _{xy}}  |
| {\displaystyle 180^{\circ }}           | {\displaystyle -1}    | {\displaystyle 0}     | {\displaystyle \sigma _{xx}} | {\displaystyle \tau _{xy}}   |
| {\displaystyle 270^{\circ }}           | {\displaystyle 0}     | {\displaystyle -1}    | {\displaystyle \sigma _{yy}} | {\displaystyle -\tau _{xy}}  |

### Kreisgleichung und Hauptspannungen

#### Kreisgleichung

Innen: Zählrichtung für im Uhrzeigersinn sowie Punkte für etc. Außen: Zählrichtung für entgegen Uhrzeigersinn sowie Schnitte für etc., vgl. Bild „Zählrichtung für Schnittwinkel“.

Aus den Gleichungen für {\displaystyle t_{\bar {x}}} und {\displaystyle t_{\bar {y}}} wird die Kreisgleichung des Mohr’schen Kreises abgeleitet. Quadrieren beider Gleichungen liefert zunächst:
{\displaystyle {\begin{aligned}\left(t_{\bar {x}}-{\tfrac {1}{2}}(\sigma _{xx}+\sigma _{yy})\right)^{2}&=\left({\tfrac {1}{2}}(\sigma _{xx}-\sigma _{yy})c_{2\varphi }+\tau _{xy}s_{2\varphi }\right)^{2}\\t_{\bar {y}}^{2}&=\left(-{\tfrac {1}{2}}(\sigma _{xx}-\sigma _{yy})s_{2\varphi }+\tau _{xy}c_{2\varphi }\right)^{2}\end{aligned}}}
Und durch Addieren dieser Gleichungen erhält man die Gleichung eines Kreises mit Radius R und Mittelpunkt bei (a,b), nämlich:
{\displaystyle {\begin{aligned}(t_{\bar {x}}-a)^{2}+(t_{\bar {y}}-b)^{2}&=R^{2}\\(t_{\bar {x}}-\underbrace {{\tfrac {1}{2}}(\sigma _{xx}+\sigma _{yy})} _{a})^{2}+(t_{\bar {y}}-\underbrace {0} _{b})^{2}&=\underbrace {\left({\tfrac {1}{2}}(\sigma _{xx}-\sigma _{yy})\right)^{2}+\tau _{xy}^{2}} _{R^{2}}\end{aligned}}}
Der Mittelpunkt des Mohr’schen Kreises liegt bei:
{\displaystyle {\begin{aligned}\left(t_{\bar {x}},t_{\bar {y}}\right)=\left(a,b\right)&=\left({\tfrac {1}{2}}(\sigma _{xx}+\sigma _{yy}),0\right)\end{aligned}}}
Für das Beispiel ergibt sich (vgl. Bild „Zählrichtung innen/außen“):
{\displaystyle {\begin{aligned}\left(a,b\right)&=\left({\tfrac {1}{2}}(-1+5),0\right)\\&=\left(2,0\right)\\\end{aligned}}}
Und der Radius beträgt:
{\displaystyle {\begin{aligned}R&={\sqrt {\left({\tfrac {1}{2}}(\sigma _{xx}-\sigma _{yy})\right)^{2}+\tau _{xy}^{2}}}\end{aligned}}}
Für das Beispiel ergibt sich (vgl. Bild „Zählrichtung innen/außen“):
{\displaystyle {\begin{aligned}R&={\sqrt {\left({\tfrac {1}{2}}(-1-5)\right)^{2}+4^{2}}}\\&={\sqrt {9+16}}\\&=5\end{aligned}}}

#### Hauptspannungen und Hauptspannungsrichtungen

Freischnitte entlang der Hauptspannungsrichtungen und -Komponenten von t für

Die Hauptspannungen sind die Eigenwerte (der Komponentenmatrix) des Spannungstensors. Die charakteristische Gleichung zur Berechnung der Eigenwerte ist:
{\displaystyle {\begin{aligned}\det \left({\begin{bmatrix}\sigma _{xx}-\lambda &\tau _{xy}\\\tau _{xy}&\sigma _{yy}-\lambda \\\end{bmatrix}}\right)&=0\end{aligned}}}
Einfache Umformungen
| Umformungen |
| --- |
| {\displaystyle {\begin{aligned}(\sigma _{xx}-\lambda )(\sigma _{yy}-\lambda )-\tau _{xy}^{2}&=0\\\lambda ^{2}-\lambda (\sigma _{xx}+\sigma _{yy})+\sigma _{xx}\sigma _{yy}-\tau _{xy}^{2}&=0\\\lambda _{1/2}&={\tfrac {1}{2}}(\sigma _{xx}+\sigma _{yy})\pm {\sqrt {{\tfrac {1}{4}}(\sigma _{xx}+\sigma _{yy})^{2}-\sigma _{xx}\sigma _{yy}+\tau _{xy}^{2}}}\\\lambda _{1/2}&={\tfrac {1}{2}}(\sigma _{xx}+\sigma _{yy})\pm {\sqrt {{\tfrac {1}{4}}(\sigma _{xx}^{2}+\sigma _{yy}^{2}+2\sigma _{xx}\sigma _{yy})-\sigma _{xx}\sigma _{yy}+\tau _{xy}^{2}}}\\\lambda _{1/2}&={\tfrac {1}{2}}(\sigma _{xx}+\sigma _{yy})\pm {\sqrt {{\tfrac {1}{4}}(\sigma _{xx}^{2}+\sigma _{yy}^{2}-2\sigma _{xx}\sigma _{yy})+\tau _{xy}^{2}}}\\\lambda _{1/2}&={\tfrac {1}{2}}(\sigma _{xx}+\sigma _{yy})\pm {\sqrt {{\tfrac {1}{4}}(\sigma _{xx}-\sigma _{yy})^{2}+\tau _{xy}^{2}}}\\\end{aligned}}} |

führen auf:
{\displaystyle {\begin{aligned}\lambda _{1/2}&={\tfrac {1}{2}}(\sigma _{xx}+\sigma _{yy})\pm R\end{aligned}},}
sodass man die Hauptspannungen als Schnittpunkte des Kreises mit der {\displaystyle t_{\bar {x}}}-Achse abliest. Für das konkrete Beispiel ergeben sich die Hauptspannungen:
{\displaystyle {\begin{aligned}\lambda _{1/2}&=2\pm 5\end{aligned}}}
Es gibt verschiedene Methoden, um die Hauptspannungsrichtungen zu bestimmen.
Berechnung aus Kreisgleichung
Im Spezialfall {\displaystyle t_{\bar {y}}=0} ist t parallel zum Normalen-Einheitsvektor n.
Aus der Kreisgleichung folgt dann:
{\displaystyle {\begin{aligned}0&=\left(-{\tfrac {1}{2}}(\sigma _{xx}-\sigma _{yy})s_{2\varphi _{1/2}}+\tau _{xy}c_{2\varphi _{1/2}}\right)^{2}\\\tan(2\varphi _{1/2})&={\tfrac {2\tau _{xy}}{\sigma _{xx}-\sigma _{yy}}}\end{aligned}}}
Und für das Beispiel ergeben sich die positiven Schnittwinkel:
{\displaystyle {\begin{aligned}\tan(2\varphi _{1/2})&=-{\tfrac {4}{3}}\\2\varphi _{1/2}&\approx 127^{\circ }\pm k\pi \\\varphi _{1/2}&\approx 63^{\circ }\pm k{\tfrac {\pi }{2}}\end{aligned}}}
Berechnung aus Eigenvektoren
Die Richtungen lassen sich alternativ mit den Eigenvektoren bestimmen.
Der zu {\displaystyle \lambda _{1}=7} gehörende Eigenvektor {\displaystyle v_{1}} ist Lösung von:
{\displaystyle {\begin{aligned}{\begin{bmatrix}\sigma _{xx}-\lambda _{1}&\tau _{xy}\\\tau _{xy}&\sigma _{yy}-\lambda _{1}\\\end{bmatrix}}{\begin{bmatrix}v_{1_{x}}\\v_{1_{y}}\end{bmatrix}}&=0\\{\begin{bmatrix}v_{1_{x}}\\v_{1_{y}}\end{bmatrix}}&=\alpha {\begin{bmatrix}1\\2\end{bmatrix}}\end{aligned}}}
Die Hauptspannungsrichtung für {\displaystyle \lambda _{2}=-3} ergibt sich entsprechend zu:
{\displaystyle {\begin{aligned}{\begin{bmatrix}v_{2_{x}}\\v_{2_{y}}\end{bmatrix}}&=\alpha {\begin{bmatrix}2\\-1\end{bmatrix}}\end{aligned}}}
Nun liegen die (x,y)-Komponenten beider Eigenvektoren fest. Der Winkel zwischen x-Achse und erstem Eigenvektor ist damit:
{\displaystyle {\begin{aligned}\tan(\varphi )&={\tfrac {2}{1}}\\\varphi _{1}&\approx 63^{\circ }\pm k\pi =(\dotsc ,63^{\circ },243^{\circ },\dotsc )\end{aligned}}}
Die zweite Eigenrichtung ist um 90 Grad gegenüber der ersten gedreht, sodass:
{\displaystyle {\begin{aligned}\varphi _{2}&\approx 153^{\circ }\pm k\pi =(\dotsc ,-27^{\circ },153^{\circ },\dotsc )\end{aligned}}}
Die Einheitsvektoren der Eigenvektoren bilden eine Orthonormalbasis, die den physikalischen Raum aufspannen, diese Eigenvektoren werden mit {\displaystyle e_{I},e_{II},e_{III}} bezeichnet. Da der Spannungstensor mit den Einheitseigenvektoren multipliziert ({\displaystyle {\vec {T}}=\mathbf {\sigma } \cdot {\vec {n}}}) jeweils eine der Hauptspannungen ergeben, werden sie in diesem Zusammenhang auch {\displaystyle n_{I},n_{II},n_{III}} bezeichnet.

## Mohr’sche Spannungskreise in 3D

Mohr’sche Kreise für einen dreidimensionalen Spannungszustand. Die drei Radien berechnen sich wie im Bild ersichtlich jeweils aus der Differenz zweier Hauptspannungen.

Die dreidimensionale Realität kann man mit 3 Mohr’schen Spannungskreisen darstellen. Wie in 2D können die Richtungskosinus des Normalenvektors im Bild abgelesen werden, siehe den nächsten Abschnitt. Der Traktionsvektor wird aufgeteilt in eine Normalkomponente mit Betrag σn und eine Tangentialkomponente τn. In der Ebene, in der die Normalkomponente σn auf der Abszisse und die Tangentialkomponente τn auf der Ordinate aufgetragen werden, liegen die möglichen Zustände in der grünlichen Fläche im Bild. Jeder Traktionsvektor muss innerhalb des äußeren Kreises (oder auf dem äußeren Kreis) liegen. Spannungskombinationen aus Normalspannung und Schubspannung, die innerhalb der inneren Kreise liegen, können nicht auftreten, woraus auch folgt, dass es ausschließlich 3 Normalspannungen gibt, bei denen die Schubspannung null ist.
In einem Spannungszustand, bei dem zwei Hauptspannungen gleich sind, degeneriert ein Kreis zu einem Punkt und der andere innere Kreis ist identisch mit dem äußeren Kreis. Bei einem hydrostatischen Spannungszustand degenerieren alle drei Kreise zu einem Punkt, da hier keine Schubspannungen vorhanden sind und in jeder Richtung dieselbe Normalspannung wirkt.

### Bestimmung des Normalenvektors bzw. des Traktionsvektors

Wie man die Komponenten von n konstruktiv ermittelt

Konstruktion der Von-Mises-Vergleichsspannung

Man zeichnet die drei Spannungskreise und jenen Spannungspunkt (den Punkt (σn,τn), mit Normal- und Schubkomponente des Traktionsvektors {\displaystyle {\vec {t}}}) ein, der gesucht ist. Dieser Punkt muss sich zwischen den drei Kreisen befinden, liegt er exakt auf einem Kreis, kann der Normalenvektor wie bei dem 2D-Spannungskreis ermittelt werden. Ein Spannungspunkt außerhalb des äußeren oder innerhalb eines der kleineren Kreise kann nicht angenommen werden. Durch Einstechen im Mittelpunkt eines der beiden kleinen Spannungskreise und Abtragen des Abstandes zu (σn,τn) auf einem der anderen Kreise, kann man wie in 2D den doppelten Winkel zu einer Hauptspannungsrichtung bestimmen. Damit kann man den Normalenvektor ermitteln:
{\displaystyle n=\cos(\alpha _{\mathrm {I} })\cdot n_{I}+\cos(\alpha _{\mathrm {II} })\cdot n_{II}+\cos(\alpha _{\mathrm {III} })\cdot n_{III}=} {\displaystyle {\begin{pmatrix}\cos(\alpha _{\mathrm {I} }),\cos(\alpha _{\mathrm {II} }),\cos(\alpha _{\mathrm {III} })\end{pmatrix}}_{n_{I},n_{II},n_{III}}^{T}}
Dabei reicht die Kenntnis zweier Winkel aus, um den dritten über n²=cos²(αI)+cos²(αII)+cos²(αIII) zu berechnen. Ebenso ist eine grafische Bestimmung des Traktionsvektors für einen bestimmten Normalenvektor möglich; hier muss man die zuvor erwähnten Schritte in umgekehrter Reihenfolge durchführen.

Durch die Hauptnormalspannungen σI und σIII wird eine Seite eines gleichseitigen Dreiecks aufgespannt. Der Abstand zwischen dem Punkt des soeben aufgespannten Dreiecks, der nicht auf der Abszisse liegt, und σII entspricht der Von-Mises-Vergleichsspannung.

### Analytische Beschreibung
Die Beschreibung erfolgt im System der Hauptspannungsrichtungen, kurz Hauptachsensystem ê1,2,3 mit den zugehörigen Hauptspannungen σ1,2,3. Diese werden nach Größe sortiert σ1 > σ2 > σ3 und sollen hier der Einfachheit halber alle verschieden sein. Der Traktionsvektor mit Normalkomponente σn und Tangentialkomponente τn schreibt sich
{\displaystyle {\mathsf {{\vec {t}}=\sigma _{1}n_{1}{\hat {e}}_{1}+\sigma _{2}n_{2}{\hat {e}}_{2}+\sigma _{3}n_{3}{\hat {e}}_{3}=\sigma _{n}{\hat {n}}+\tau _{n}{\hat {b}}}}}
mit {\displaystyle {\mathsf {{\hat {n}}=n_{1}{\hat {e}}_{1}+n_{2}{\hat {e}}_{2}+n_{3}{\hat {e}}_{3}}}}, {\displaystyle {\mathsf {|{\hat {n}}|=|{\hat {b}}|=1}}} und {\displaystyle {\mathsf {{\hat {n}}\cdot {\hat {b}}}}=0}. Im Hauptachsensystem gilt:
{\displaystyle {\begin{aligned}{\mathsf {{\vec {t}}\cdot {\hat {n}}}}=&{\mathsf {\sigma _{n}=\sigma _{1}n_{1}^{2}+\sigma _{2}n_{2}^{2}+\sigma _{3}n_{3}^{2}}}\\{\mathsf {|{\vec {t}}|^{2}}}=&{\mathsf {\sigma _{n}^{2}+\tau _{n}^{2}=\sigma _{1}^{2}n_{1}^{2}+\sigma _{2}^{2}n_{2}^{2}+\sigma _{3}^{2}n_{3}^{2}}}\\{\mathsf {{\hat {n}}\cdot {\hat {n}}}}=&{\mathsf {1=n_{1}^{2}+n_{2}^{2}+n_{3}^{2}}}\end{aligned}}}
Aus diesen drei Gleichungen können die Normalenkomponenten n1,2,3 berechnet werden:
{\displaystyle {\begin{aligned}{\mathsf {n_{1}^{2}}}=&{\mathsf {\frac {(\sigma _{n}-\sigma _{m1})^{2}+\tau _{n}^{2}-R_{1}^{2}}{4R_{2}R_{3}}}}\geq 0\\{\mathsf {n_{2}^{2}}}=&{\mathsf {\frac {R_{2}^{2}-(\sigma _{n}-\sigma _{m2})^{2}-\tau _{n}^{2}}{4R_{1}R_{3}}}}\geq 0\\{\mathsf {n_{3}^{2}}}=&{\mathsf {\frac {(\sigma _{n}-\sigma _{m3})^{2}+\tau _{n}^{2}-R_{3}^{2}}{4R_{1}R_{2}}}}\geq 0\end{aligned}}}
Darin sind
- {\displaystyle {\mathsf {\sigma _{m1}={\frac {\sigma _{2}+\sigma _{3}}{2}},\;\sigma _{m2}={\frac {\sigma _{1}+\sigma _{3}}{2}},\;\sigma _{m3}={\frac {\sigma _{1}+\sigma _{2}}{2}}}}} die Mittelpunktskoordinaten auf der Abszisse und
- {\displaystyle {\mathsf {R_{1}={\frac {\sigma _{2}-\sigma _{3}}{2}},\;R_{2}={\frac {\sigma _{1}-\sigma _{3}}{2}},\;R_{3}={\frac {\sigma _{1}-\sigma _{2}}{2}}}}} die (positiven) Radien der Mohr’schen Spannungskreise.

Weil in den letzten drei Gleichungen die Nenner positiv sind, müssen es die Zähler auch sein, woran zu erkennen ist, dass die Punkte (σn,τn) außerhalb der kleinen Spannungskreise und innerhalb des umschließenden Kreises liegen.
Der Punkt (x1,y1), der auf dem linken Kreis um (σm1,0) liegt und denselben Abstand zum Mittelpunkt des rechten Kreises um (σm3,0) hat wie (σn,τn), liegt bei (x1,y1) mit
{\displaystyle {\mathsf {x_{1}=-{\frac {\sigma _{n}^{2}+\tau _{n}^{2}-2\sigma _{m3}\sigma _{n}+\sigma _{2}\sigma _{3}}{2R_{2}}},\;y_{1}={\sqrt {R_{1}^{2}-(x_{1}-\sigma _{m1})^{2}}}}}}
und der entsprechende Punkt auf dem größten Kreis bei
{\displaystyle {\mathsf {x_{2}=-{\frac {\sigma _{n}^{2}+\tau _{n}^{2}-2\sigma _{m3}\sigma _{n}+\sigma _{1}\sigma _{3}}{2R_{1}}}}},\;{\mathsf {y_{2}={\sqrt {R_{2}^{2}-(x_{2}-\sigma _{m2})^{2}}}}}}
Die 3-Komponente der Normale bestimmt sich damit aus
{\displaystyle {\mathsf {\cos 2\alpha _{3}={\frac {\sigma _{m1}-x_{1}}{R_{1}}}={\frac {\sigma _{m2}-x_{2}}{R_{2}}}=2n_{3}^{2}-1,\;n_{3}=\cos \alpha _{3}}}}
Für die Punkte (x3,y3) und (x4,y4), die auf dem rechten bzw. größten Kreis liegen und denselben Abstand zum Mittelpunkt des linken Kreises um (σm1,0) haben wie (σn,τn), liegen bei
{\displaystyle {\begin{aligned}{\mathsf {x_{3}}}=&{\mathsf {{\frac {\sigma _{n}^{2}+\tau _{n}^{2}-2\sigma _{m1}\sigma _{n}+\sigma _{1}\sigma _{2}}{2R_{2}}},\;y_{3}={\sqrt {R_{3}^{2}-(x_{3}-\sigma _{m3})^{2}}}}}\\{\mathsf {x_{4}}}=&{\mathsf {{\frac {\sigma _{n}^{2}+\tau _{n}^{2}-2\sigma _{m1}\sigma _{n}+\sigma _{1}\sigma _{3}}{2R_{3}}},\;y_{4}={\sqrt {R_{2}^{2}-(x_{4}-\sigma _{m2})^{2}}}}}\end{aligned}}}
Die 1-Komponente der Normale bestimmt sich damit aus
{\displaystyle {\mathsf {\cos 2\alpha _{1}={\frac {x_{3}-\sigma _{m3}}{R_{3}}}={\frac {x_{4}-\sigma _{m2}}{R_{2}}}=2n_{1}^{2}-1,\;n_{1}=\cos \alpha _{1}}}}
Die Komponente n2 in Richtung der 2-Achse ergibt sich aus {\displaystyle {\mathsf {n_{1}^{2}+n_{2}^{2}+n_{3}^{2}=1}}}.

## Mohr’scher Kreis: Konstruktion und Auswertung

### Konstruktion

Mohr’scher Kreis, Hauptspannungen und Hauptspannungsrichtungen für Beispiel

Die Konstruktion des Mohr’schen Kreises geschieht wie in nebenstehenden Bild dargestellt nach folgendem Schema:
1. Zeichnen eines kart. Koordinatensystems für Punkte {\displaystyle (t_{\bar {x}},t_{\bar {y}})}.
2. Eintragen der zwei Punkte:
  - {\displaystyle P_{0^{\circ }}=\left(t_{\bar {x}}(0^{\circ }),t_{\bar {y}}(0^{\circ })\right)=\left(\sigma _{xx},\tau _{xy}\right)}
  - {\displaystyle P_{90^{\circ }}=\left(t_{\bar {x}}(90^{\circ }),t_{\bar {y}}(90^{\circ })\right)=\left(\sigma _{yy},-\tau _{xy}\right)}.

Verbinden dieser zwei Punkte durch eine Gerade (strich-punktierte Linie).
3. Zeichnen des Kreises, der die Punkte {\displaystyle P_{0^{\circ }}} und {\displaystyle P_{90^{\circ }}} beinhaltet und dessen Mittelpunkt der Schnittpunkt der strichpunktierten Linie mit der {\displaystyle t_{\bar {x}}}-Achse ist.
4. Eintragen/Ablesen der zwei Punkte:
  - {\displaystyle P_{\sigma _{\mathsf {max}}}=(\lambda _{1},0)}
  - {\displaystyle P_{\sigma _{\mathsf {min}}}=(\lambda _{2},0)}

Verbinden dieser zwei Punkte mit {\displaystyle P_{0^{\circ }}} (blaue gestrichelte Linien).
5. Eintragen/Ablesen der zwei Punkte:
  - {\displaystyle P_{\tau _{\mathsf {max}}}=(a,R)}
  - {\displaystyle P_{\tau _{\mathsf {min}}}=(a,-R)}

Verbinden dieser zwei Punkte mit {\displaystyle P_{0^{\circ }}} (rote gestrichelte Linien).

### Auswertung
1. Schnittrichtung / Schnittspannung
Jeder Punkt auf dem Mohr’schen Kreis im Bild im Absatz #Konstruktion entspricht einem Schnittwinkel {\displaystyle \varphi }, siehe Bild „Zählrichtung für Schnittwinkel“. {\displaystyle \varphi } ist einerseits der Winkel zwischen der x-Achse und dem Normalen-Einheitsvektor n – ausgehend von x entgegen dem Uhrzeigersinn positiv gezählt (in Bild „Zählrichtung für Schnittwinkel“). Andererseits ist {\displaystyle 2\varphi } im Mohr’schen Kreis, bzw. dem Bild im Absatz #Konstruktion, der Winkel zwischen {\displaystyle P_{0^{\circ }}} und dem zur jeweiligen Schnittrichtung passenden Punkt {\displaystyle (t_{\bar {x}},t_{\bar {y}})} – von {\displaystyle P_{0^{\circ }}} ausgehend im Uhrzeigersinn positiv gezählt.
Für jeden vorgegebenen Schnittwinkel {\displaystyle \varphi } liest man im Mohr’schen Kreis die {\displaystyle ({\bar {x}},{\bar {y}})}-Komponenten des zu dieser Schnittrichtung passenden Schnittspannungsvektors ab. Diese Komponenten sind das Paar {\displaystyle (t_{\bar {x}},t_{\bar {y}})}, das abzulesen ist an der Stelle {\displaystyle 2\varphi }.
2. Hauptspannungen
An den Schnittpunkten des Kreises mit der {\displaystyle t_{\bar {x}}}-Achse sind die {\displaystyle ({\bar {x}},{\bar {y}})}-Komponenten der Spannungsvektoren {\displaystyle (t_{\bar {x}},t_{\bar {y}})=(\lambda _{1},0)} bzw. {\displaystyle (t_{\bar {x}},t_{\bar {y}})=(\lambda _{2},0)}. Der Schnittspannungsvektor t ist an diesen Schnittpunkten also parallel zu n, und darum sind {\displaystyle \lambda _{1}} bzw. {\displaystyle \lambda _{2}} die Hauptspannungen.
3. Hauptspannungsrichtungen
Die zwei zugehörigen Hauptspannungsrichtungen stehen senkrecht aufeinander. Darum reicht es aus, die zu {\displaystyle \lambda _{1}} gehörende Richtung abzulesen. Diese ist gegeben durch den Schnittwinkel {\displaystyle \varphi _{1}}, d. h. die Hälfte des Winkels {\displaystyle 2\varphi _{1}} bzw. die blaue gestrichelte Linie zwischen {\displaystyle (\lambda _{2},0)} und {\displaystyle P_{0^{\circ }}}. Diese Linie/Richtung ist die Hauptspannungsrichtung. Die Richtung, unter der der Freischnitt ausgeführt wird, steht senkrecht dazu. Sie ist durch die blaue gestrichelte Linie zwischen {\displaystyle (\lambda _{1},0)} und {\displaystyle P_{0^{\circ }}} gegeben.
4. Extremwerte der Schubspannung
Der Radius des Kreises ist die größte auftretende Schubspannung, d. h.:
{\displaystyle {\begin{aligned}\tau _{\textsf {max}}&=t_{{\bar {y}}_{\textsf {max}}}=R\\\tau _{\textsf {min}}&=t_{{\bar {y}}_{\textsf {min}}}=-R\\\end{aligned}}}
Die zugehörigen Schnittwinkel sind um {\displaystyle 45^{\circ }} versetzt zu den Schnittwinkeln, unter denen die Hauptspannungen auftreten (siehe rote gestrichelte Linien im Bild im Absatz #Konstruktion).
Spezialfall: Wenn der Deviator-Anteil des Spannungstensors Null ist – d. h., wenn der Spannungstensor
ein Kugeltensor ist – entartet der Kreis zu einem Punkt. Für die Komponenten des Spannungstensors gilt dann in jedem Koordinatensystem:
{\displaystyle {\begin{bmatrix}\sigma _{xx}&\tau _{xy}\\\tau _{xy}&\sigma _{yy}\end{bmatrix}}=\alpha {\begin{bmatrix}1&0\\0&1\end{bmatrix}}}

## Verwandte Themen

### Mohr’sche Verzerrungskreise
Analog zu den Mohr’schen Spannungskreisen kann man Mohr’sche Verzerrungskreise zeichnen, die einem aufzeigen, welche Verzerrungszustände angenommen werden. Jedoch gibt es hier keinen Traktionsvektor, der die Spannungskomponenten auf eine beliebige Fläche angibt, wie bei den Spannungskreisen.

### Tensorkomponenten aus zwei Schnitten

Spannungstensor-Komponenten bezogen auf das -Koordinatensystem; Spannungstensor-Komponenten bezogen auf das um gedrehte -Koordinatensystem für Beispiel

Seien die Spannungstensor-Komponenten bezüglich {\displaystyle (x,y)}-Koordinatensystem gegeben. Sei genau ein {\displaystyle ({\bar {x}},{\bar {y}})}-Koordinatensystem definiert, das um einen Winkel {\displaystyle \varphi } gegenüber dem {\displaystyle (x,y)}-Koordinatensystem gedreht ist, siehe nebenstehendes Bild. Seien weiterhin die Spannungstensor-Komponenten bezogen auf dieses eine {\displaystyle ({\bar {x}},{\bar {y}})}-Koordinatensystem {\displaystyle (\sigma _{xx},\sigma _{yy},\tau _{xy})} gesucht.
Dann lassen sich diese Komponenten bestimmen durch einen Schnitt unter {\displaystyle \varphi } – und einen zweiten Schnitt unter {\displaystyle \varphi +90^{\circ }}, denn:
{\displaystyle {\begin{aligned}{\begin{bmatrix}\sigma _{{\bar {x}}{\bar {x}}}\\\tau _{{\bar {x}}{\bar {y}}}\end{bmatrix}}&={\begin{bmatrix}t_{\bar {x}}(\varphi )\\t_{\bar {y}}(\varphi )\\\end{bmatrix}}\\{\begin{bmatrix}\tau _{{\bar {x}}{\bar {y}}}\\\sigma _{{\bar {y}}{\bar {y}}}\end{bmatrix}}&={\begin{bmatrix}-t_{\bar {y}}(\varphi +90^{\circ })\\t_{\bar {x}}(\varphi +90^{\circ })\\\end{bmatrix}}\\&={\begin{bmatrix}t_{\bar {y}}(\varphi )\\t_{\bar {x}}(\varphi +90^{\circ })\\\end{bmatrix}}\end{aligned}}}
Die letzten Formeln ermöglichen es, die Komponenten des Spannungstensors in Bezug auf ein um einen Winkel {\displaystyle \varphi } gedrehtes Koordinatensystem zu berechnen.
Die Funktionen {\displaystyle t_{\bar {x}}} und {\displaystyle t_{\bar {y}}}, die dazu verwendet werden, sind dieselben wie die zur Konstruktion des Mohr’schen Kreises. Und darum kann man die Komponenten des Spannungstensors in Bezug auf ein gedrehtes Koordinatensystem auch aus dem Mohr’schen Kreis ablesen, siehe hierzu das Bild am Beginn dieses Absatzes.

### Tensorkomponenten aus Transformationsbeziehung
Diese {\displaystyle ({\bar {x}},{\bar {y}})}-Komponenten des Spannungstensors lassen sich auch direkt aus den {\displaystyle (x,y)}-Komponenten des Spannungstensors berechnen, siehe #Koordinatentransformation. Denn der Koordinatenwechsel von {\displaystyle (x,y)} auf {\displaystyle ({\bar {x}},{\bar {y}})} erzeugt folgende Transformationsbeziehung (auch Pushforward genannt) für die Komponenten des (2,0)-Spannungstensors:
{\displaystyle {\begin{aligned}&{\begin{bmatrix}\sigma _{{\bar {x}}{\bar {x}}}&\tau _{{\bar {x}}{\bar {y}}}\\\tau _{{\bar {x}}{\bar {y}}}&\sigma _{{\bar {y}}{\bar {y}}}\end{bmatrix}}\\=&{\begin{bmatrix}c_{\varphi }&s_{\varphi }\\-s_{\varphi }&c_{\varphi }\\\end{bmatrix}}{\begin{bmatrix}\sigma _{xx}&\tau _{xy}\\\tau _{xy}&\sigma _{yy}\\\end{bmatrix}}{\begin{bmatrix}c_{\varphi }&-s_{\varphi }\\s_{\varphi }&c_{\varphi }\\\end{bmatrix}}\\=&{\begin{bmatrix}c_{\varphi }\sigma _{xx}+s_{\varphi }\tau _{xy}&c_{\varphi }\tau _{xy}+s_{\varphi }\sigma _{yy}\\-s_{\varphi }\sigma _{xx}+c_{\varphi }\tau _{xy}&-s_{\varphi }\tau _{xy}+c_{\varphi }\sigma _{yy}\\\end{bmatrix}}{\begin{bmatrix}c_{\varphi }&-s_{\varphi }\\s_{\varphi }&c_{\varphi }\\\end{bmatrix}}\\=&{\begin{bmatrix}(c_{\varphi }\sigma _{xx}+s_{\varphi }\tau _{xy})c_{\varphi }+(c_{\varphi }\tau _{xy}+s_{\varphi }\sigma _{yy})s_{\varphi }&(c_{\varphi }\sigma _{xx}+s_{\varphi }\tau _{xy})(-s_{\varphi })+(c_{\varphi }\tau _{xy}+s_{\varphi }\sigma _{yy})c_{\varphi }\\(-s_{\varphi }\sigma _{xx}+c_{\varphi }\tau _{xy})c_{\varphi }+(-s_{\varphi }\tau _{xy}+c_{\varphi }\sigma _{yy})s_{\varphi }&(-s_{\varphi }\sigma _{xx}+c_{\varphi }\tau _{xy})(-s_{\varphi })+(-s_{\varphi }\tau _{xy}+c_{\varphi }\sigma _{yy})c_{\varphi }\\\end{bmatrix}}\\=&{\begin{bmatrix}(\sigma _{xx}c_{\varphi }+\tau _{xy}s_{\varphi })c_{\varphi }+(\tau _{xy}c_{\varphi }+\sigma _{yy}s_{\varphi })s_{\varphi }&-(\sigma _{xx}c_{\varphi }+\tau _{xy}s_{\varphi })s_{\varphi }+(\tau _{xy}c_{\varphi }+\sigma _{yy}s_{\varphi })c_{\varphi }\\-(\sigma _{xx}c_{\varphi }+\tau _{xy}s_{\varphi })s_{\varphi }+(\tau _{xy}c_{\varphi }+\sigma _{yy}s_{\varphi })c_{\varphi }&(\sigma _{xx}c_{\varphi +{\tfrac {\pi }{2}}}+\tau _{xy}s_{\varphi +{\tfrac {\pi }{2}}})c_{\varphi +{\tfrac {\pi }{2}}}+(\tau _{xy}c_{\varphi +{\tfrac {\pi }{2}}}+\sigma _{yy}s_{\varphi +{\tfrac {\pi }{2}}})s_{\varphi +{\tfrac {\pi }{2}}}\\\end{bmatrix}}\end{aligned}}}
Vergleich mit den Gleichungen für {\displaystyle t_{\bar {x}}} und {\displaystyle t_{\bar {y}}} aus Abschnitt #(x̅, y̅)-Komponenten liefert:
{\displaystyle {\begin{aligned}{\begin{bmatrix}\sigma _{{\bar {x}}{\bar {x}}}&\tau _{{\bar {x}}{\bar {y}}}\\\tau _{{\bar {x}}{\bar {y}}}&\sigma _{{\bar {y}}{\bar {y}}}\end{bmatrix}}&={\begin{bmatrix}t_{\bar {x}}(\varphi )&t_{\bar {y}}(\varphi )\\t_{\bar {y}}(\varphi )&t_{\bar {x}}\left(\varphi +{\tfrac {\pi }{2}}\right)\end{bmatrix}}\end{aligned}}}
Dieses Ergebnis ist äquivalent zum Ergebnis aus dem letzten Abschnitt, siehe hierzu auch das Bild im Absatz #Tensorkomponenten aus zwei Schnitten.
Häufig wird dieses Ergebnis auch geschrieben als:
{\displaystyle {\begin{aligned}\sigma _{{\bar {x}}{\bar {x}}}(\varphi )&={\tfrac {1}{2}}(\sigma _{xx}+\sigma _{yy})+{\tfrac {1}{2}}(\sigma _{xx}-\sigma _{yy})c_{2\varphi }+\tau _{xy}s_{2\varphi }\\\tau _{{\bar {x}}{\bar {y}}}(\varphi )&=-{\tfrac {1}{2}}(\sigma _{xx}-\sigma _{yy})s_{2\varphi }+\tau _{xy}c_{2\varphi }\end{aligned}}}

### Umrechnung Flächenträgheitsmomente

Mohr’scher Trägheitskreis, Hauptträgheitsmomente für Beispiel

Die Transformationsregel für Flächenträgheitsmomente kann genau wie die Transformationsregel für die Komponenten des Spannungstensors bestimmt werden. Der Spannungstensor ist eine lineare Abbildung zwischen Vektoren gemäß:
{\displaystyle {\begin{aligned}{\begin{bmatrix}t_{x}\\t_{y}\end{bmatrix}}&={\begin{bmatrix}\sigma _{xx}&\tau _{xy}\\\tau _{xy}&\sigma _{yy}\\\end{bmatrix}}{\begin{bmatrix}n_{x}\\n_{y}\end{bmatrix}}\\{\begin{bmatrix}t_{\bar {x}}\\t_{\bar {y}}\end{bmatrix}}&={\begin{bmatrix}\sigma _{{\bar {x}}{\bar {x}}}&\tau _{{\bar {x}}{\bar {y}}}\\\tau _{{\bar {x}}{\bar {y}}}&\sigma _{{\bar {y}}{\bar {y}}}\end{bmatrix}}{\begin{bmatrix}n_{\bar {x}}\\n_{\bar {y}}\end{bmatrix}}\end{aligned}}}
Damit diese Abbildungen unabhängig von der Wahl des Koordinatensystems gelten, müssen die Komponenten des Spannungstensors folgende Transformationsregeln erfüllen:
{\displaystyle {\begin{aligned}{\begin{bmatrix}\sigma _{{\bar {x}}{\bar {x}}}&\tau _{{\bar {x}}{\bar {y}}}\\\tau _{{\bar {x}}{\bar {y}}}&\sigma _{{\bar {y}}{\bar {y}}}\end{bmatrix}}&={\begin{bmatrix}c_{\varphi }&s_{\varphi }\\-s_{\varphi }&c_{\varphi }\\\end{bmatrix}}{\begin{bmatrix}\sigma _{xx}&\tau _{xy}\\\tau _{xy}&\sigma _{yy}\\\end{bmatrix}}{\begin{bmatrix}c_{\varphi }&-s_{\varphi }\\s_{\varphi }&c_{\varphi }\\\end{bmatrix}}\end{aligned}}}
siehe Euklidische Transformation. Analog gilt bei einem Profilstab zwischen Biegemomenten {\displaystyle M_{y},M_{z}} und Verkrümmungen {\displaystyle \psi _{y},\psi _{z}} (bezogen auf die Neutralachse) mit den Flächenträgheitsmomenten definiert als
{\displaystyle {\begin{aligned}I_{y}&=\int z^{2}dA\\I_{z}&=\int y^{2}dA\\I_{yz}&=-\int yzdA\\\end{aligned}}}
der lineare Zusammenhang:
{\displaystyle {\begin{aligned}{\begin{bmatrix}M_{y}\\M_{z}\end{bmatrix}}&={\begin{bmatrix}EI_{y}&EI_{yz}\\EI_{yz}&EI_{z}\\\end{bmatrix}}{\begin{bmatrix}\psi _{y}\\\psi _{z}\end{bmatrix}}\\{\begin{bmatrix}M_{\bar {y}}\\M_{\bar {z}}\end{bmatrix}}&={\begin{bmatrix}EI_{\bar {y}}&EI_{{\bar {y}}z}\\EI_{{\bar {y}}{\bar {z}}}&EI_{\bar {z}}\\\end{bmatrix}}{\begin{bmatrix}\psi _{\bar {y}}\\\psi _{\bar {z}}\end{bmatrix}}\end{aligned}}}
Die Momente und die Verkrümmungen transformieren sich wie Pseudovektoren – also bei Drehung des Koordinatensystems wie Vektoren. Und darum ist die Transformationsregel für die Flächenträgheitsmomente:
{\displaystyle {\begin{aligned}{\begin{bmatrix}EI_{\bar {y}}&EI_{{\bar {y}}{\bar {z}}}\\EI_{{\bar {y}}{\bar {z}}}&EI_{\bar {z}}\\\end{bmatrix}}&={\begin{bmatrix}c_{\varphi }&s_{\varphi }\\-s_{\varphi }&c_{\varphi }\\\end{bmatrix}}{\begin{bmatrix}EI_{y}&EI_{yz}\\EI_{yz}&EI_{z}\\\end{bmatrix}}{\begin{bmatrix}c_{\varphi }&-s_{\varphi }\\s_{\varphi }&c_{\varphi }\\\end{bmatrix}}\\\Leftrightarrow {\begin{bmatrix}I_{\bar {y}}&I_{{\bar {y}}{\bar {z}}}\\I_{{\bar {y}}{\bar {z}}}&I_{\bar {z}}\\\end{bmatrix}}&={\begin{bmatrix}c_{\varphi }&s_{\varphi }\\-s_{\varphi }&c_{\varphi }\\\end{bmatrix}}{\begin{bmatrix}I_{y}&I_{yz}\\I_{yz}&I_{z}\\\end{bmatrix}}{\begin{bmatrix}c_{\varphi }&-s_{\varphi }\\s_{\varphi }&c_{\varphi }\\\end{bmatrix}}\end{aligned}}}
Der Mohr’sche Kreis kann also zur Umrechnung der Flächenträgheitsmomente bei Koordinatenwechsel ebenso verwendet werden wie zur Umrechnung der Komponenten des Spannungstensors.

## Programm zum Ausprobieren

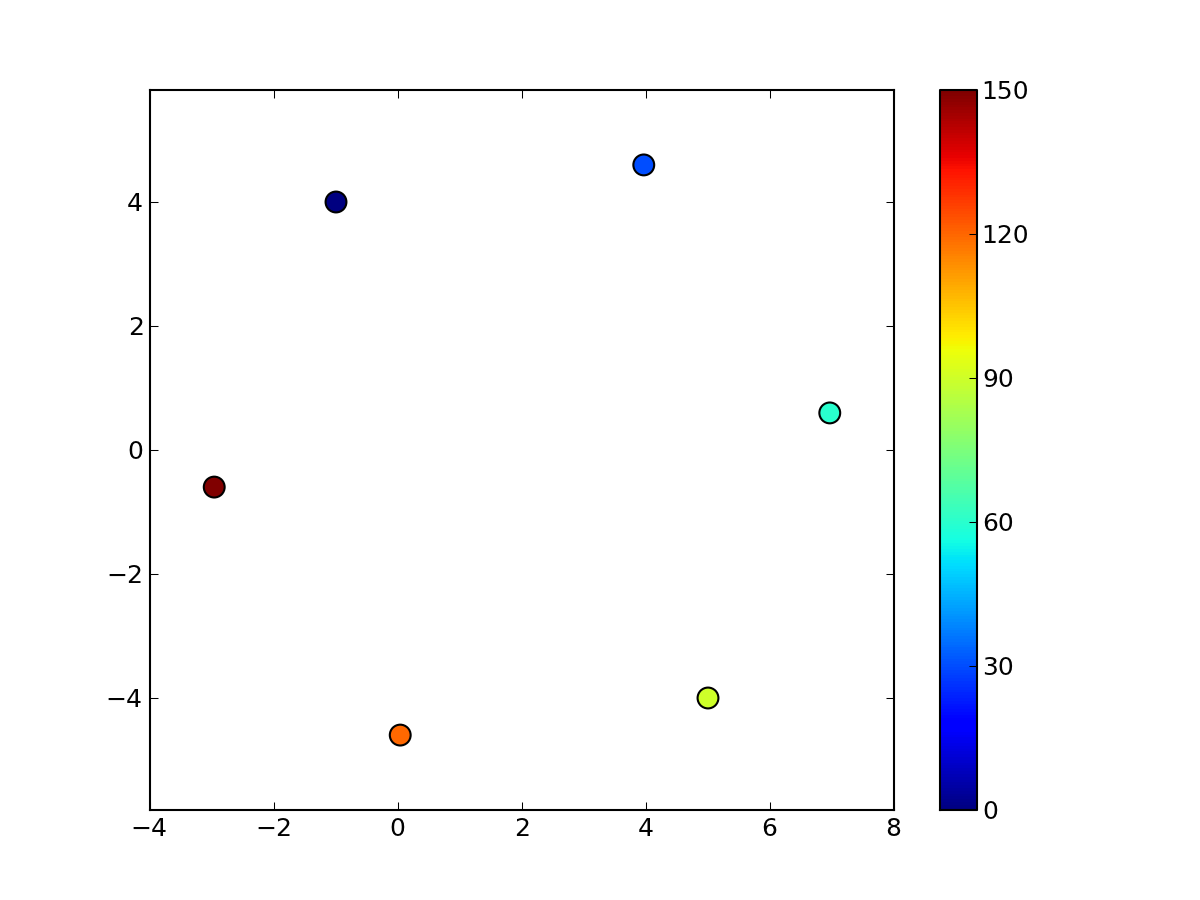
Plot einiger Paare, erzeugt mit nebenstehendem Programm

mit Matplotlib und NumPy
```
import
 
matplotlib.pyplot
 
as
 
plt

from
 
numpy
 
import
 
pi
,
 
sin
,
 
cos
,
 
array
,
 
transpose
,
 
dot

from
 
numpy
 
import
 
radians
,
 
degrees
,
 
set_printoptions

#There is the (x,y)-system and the (X,Y)-system.

#         [s_xx  t_xy ]     [-1  4 ]

#  S_xy = [           ]  =  [      ]

#         [t_xy  s_yy ]     [ 4  5 ]

# ---

# --- User input:

# ---

# 1: Stress tensor components:

(
s_xx
,
 
s_yy
,
 
t_xy
)
 
=
 
(
-
1
,
 
5
,
 
4
)

# 2: List of angles phi in degrees:

phi_deg
 
=
 
array
([
0.
,
 
30.
,
 
60.
,
 
90.
,
 
120.
,
 
150.
])

# ---

# --- Program output:

# ---

# phi [ t_X, t_Y ]

# 0.0  [-1.   4.  ]

# 30.0 [ 3.96 4.6 ]

# 60.0 [ 6.96 0.6 ]

# ...

# phi [ s_XX, t_XY ]

#     [ t_XY, s_YY ]

# 0.0   [-1.   4.  ]

#       [ 4.   5.  ]

# 30.0  [ 3.96 4.6 ]

#       [ 4.6  0.04]

# 60.0  [ 6.96 0.6 ]

#       [ 0.6 -2.96]

# ...

# ---

# --- Program:

# ---

# Matrix of components::

S_xy
 
=
 
array
([
 
[
s_xx
,
 
t_xy
],

               
[
t_xy
,
 
s_yy
]
 
])

# Yes

half
 
=
 
0.5

two
  
=
 
2.0

# Some functions for later use:

def
 
c2
(
phi
):

    
""" computes cos(2 phi) """

    
return
 
cos
(
two
*
phi
)

def
 
s2
(
phi
):

    
""" computes sin(2 phi) """

    
return
 
sin
(
two
*
phi
)

def
 
get_t_X
(
phi
):

    
"""

    computes t_X(phi) as in section

    "(X,Y)-Komponenten"

    """

    
t_X
 
=
 
half
*
(
s_xx
 
+
 
s_yy
)
 
+
 
half
*
(
s_xx
 
-
 
s_yy
)
 
*
 
c2
(
phi
)
 
+
 
t_xy
*
s2
(
phi
)

    
return
 
t_X

def
 
get_t_Y
(
phi
):

    
"""

    computes t_Y(phi) as in section

    "(X,Y)-Komponenten"

    """

    
t_Y
 
=
 
-
half
*
(
s_xx
 
-
 
s_yy
)
 
*
 
s2
(
phi
)
 
+
 
t_xy
 
*
 
c2
(
phi
)

    
return
 
t_Y

def
 
get_t_XY
(
phi
):

    
"""

    computes pair (t_X, t_Y)

    """

    
t_X
 
=
 
get_t_X
(
phi
)

    
t_Y
 
=
 
get_t_Y
(
phi
)

    
return
 
array
([
t_X
,
 
t_Y
])

def
 
get_R
(
phi
):

    
"""

    computes rotation matrix as in section

    "Tensorkomponenten aus Transformationsbeziehung"

    """

    
Rt
 
=
 
array
([
 
[
 
cos
(
phi
),
 
sin
(
phi
)],

                 
[
-
sin
(
phi
),
 
cos
(
phi
)]
 
])

    
return
 
Rt

def
 
get_S_XY
(
phi
):

    
"""

    computes S_XY = R * S_xy * R^T as in section

    "Tensorkomponenten aus Transformationsbeziehung"

    """

    
R
 
=
 
get_R
(
phi
)

    
R_T
 
=
 
R
.
transpose
()

    
S_XY
 
=
 
dot
(
dot
(
R
,
 
S_xy
),
 
R_T
)

    
return
 
S_XY

# Compute and plot some pairs (t_X, t_Y):

# phi in radians:

phis
 
=
 
array
([
 
radians
(
a
)
 
for
 
a
 
in
 
phi_deg
 
])

# for prettier printing:

set_printoptions
(
precision
=
2
)

print
 
()

print
 
(
"phi   [ t_X, t_Y ]"
)

print
 
()

for
 
phi
 
in
 
phis
:

    
tX_tY
 
=
 
get_t_XY
(
phi
)

    
print
 
(
degrees
(
phi
),
"  "
,
 
tX_tY
)

print
 
()

print
 
(
"phi   [ s_XX, t_XY ]"
)

print
 
(
"      [ t_XY, s_YY ]"
)

print
 
()

for
 
phi
 
in
 
phis
:

    
S_XY
 
=
 
get_S_XY
(
phi
)

    
print
 
(
degrees
(
phi
),
 
"  "
,
 
S_XY
[
0
])

    
print
 
(
"       "
,
         
S_XY
[
1
])

# Now plot these pairs (t_X, t_Y):

# phi --> t_X(phi):

t_X
 
=
 
list
(
map
(
get_t_X
,
 
phis
))

# phi --> t_Y(phi):

t_Y
 
=
 
list
(
map
(
get_t_Y
,
 
phis
))

# color = phi in degrees:

color
 
=
 
degrees
(
phis
)

# make the circle be a circle:

plt
.
axis
(
"equal"
)

# plot some colored points:

plt
.
scatter
(
t_X
,
 
t_Y
,
 
s
=
100
,
 
c
=
color
)

# add colorbar:

cbar
 
=
 
plt
.
colorbar
()

# plt.clim(0,180.)

# add ticks to colorbar:

cbar
.
set_ticks
(
degrees
(
phis
))

# show plot:

plt
.
show
()

```